# Petit Livre d'amour
Le Petit Livre d'amour (également Emblèmes et devises d'amour ou encore Énigmes et devises d'amour) est un livre d'emblèmes manuscrit composé à l'époque de la Renaissance par l'humaniste lyonnais Pierre Sala, adressé à sa bien-aimée Marguerite Builloud et enluminé vers 1500-1505 par le maître de la Chronique scandaleuse. Il est conservé à la British Library, depuis 1883.

## Histoire
Le dernier folio sur du Petit Livre d'amour est un portrait de l'auteur, qui porte au verso une mention manuscrite en vieux français donnant le nom de Pierre Sala, qui fut maître d'hôtel à la cour royale :« Set de vray le portret de Pierre Sala mestre dotel de ches le roy avec des enimes quil avoit fet a sa mestresse qui estoit grand honcle a madame de Ressis laquelle est sortie de la mayson de Guillien en Quercy ». La maîtresse évoquée en maints endroits du livre est Marguerite Bullioud, bourgeoise lyonnaise que Pierre Sala épouse en secondes noces à une date indéterminée, entre 1506 et 1522 ou entre 1515 et 1519. Le Petit Livre d'amour aurait été composé avant leur mariage, entre 1514 et 1519.

## Présentation

### Le manuscrit et son étui

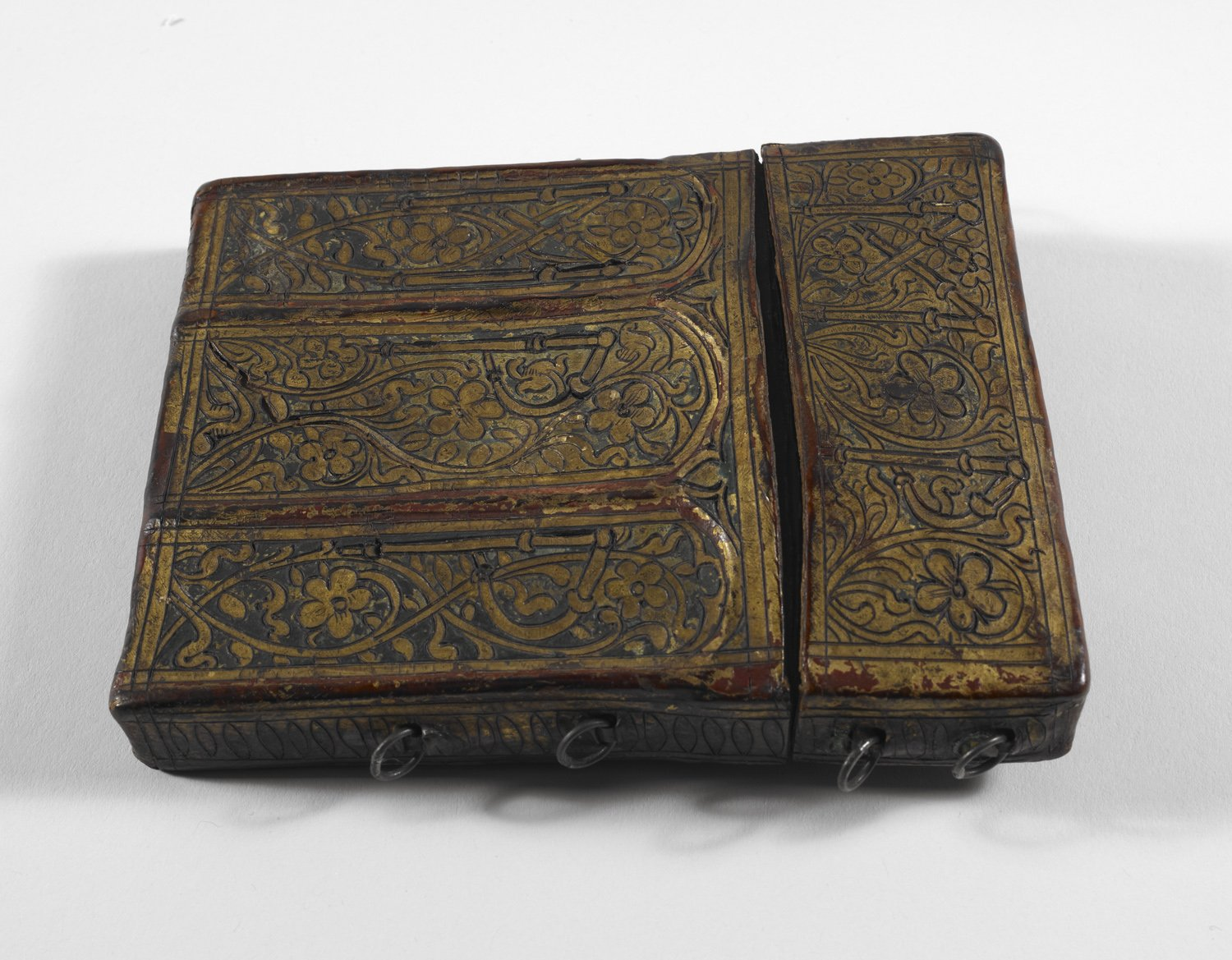
Étui de rangement du Petit Livre d'amour - British Library

De petit format, 13 cm sur 9,5 cm, le manuscrit comporte 17 feuillets en vélin, de coloration pourpre, complété ultérieurement, peut-être au XVIIIe siècle par son possesseur britannique, par une transcription sur 17 autres feuillets en papier, de même format.
L'ouvrage a été conservé avec son petit étui de rangement muni d'un couvercle emboité, en bois couvert de cuir bouilli vert doré et gravé (dimensions 13,3 cm par 11,1 cm). L'ornementation dessine des fleurs à cinq pétales sur lesquelles se superposent les majuscules M et P, initiales de Marguerite et Pierre. Quatre petits anneaux métalliques sur chaque tranche de l'étui permettaient de le suspendre et de le porter à la ceinture.
Les pages sont colorées en pourpre, sauf sur les parties réservées aux enluminures, couleur imitant celle des manuscrits précieux destinés aux ecclésiastiques et aux monarques. Les textes sont en écriture manuscrite soigneusement calligraphiée à l'encre dorée. Sala rédige en français, langue courante de son pays, et non en latin, langue internationale de culture, ce qui est un trait de modernisme pour son époque. Son orthographe est phonétique, accolant les mots pour transcrire les élisions (« jentens » pour « j'entends ») et usant d'une graphie latinisante : écrivant u pour v (« deuant » pour « devant »), i pour j (« tousiours » pour « toujours »), les i étant quant à eux transcrit par y (« amytye » pour « amitié »). Ainsi, lu à voix haute, « nespoyr dauoyr secours » se déchiffre « n'espoir d'avoir secours » (folio 15r).

### La dédicace
Le livre commence par une longue dédicace en prose sur huit pages (folio 1r à folio 4v) à Marguerite : « A vous ma tres chiere et tres honnoree dame madame [le nom est effacé] », adressé par l’auteur, « son tres humble et loyal serviteur ». 

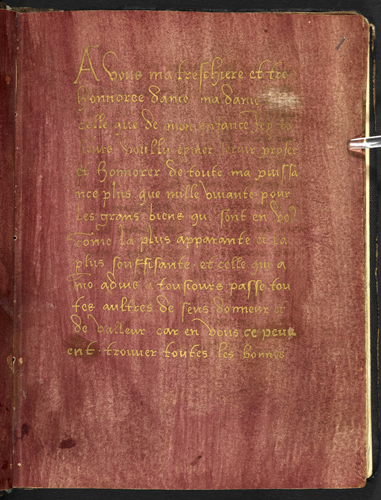
dédicace, folio 1 recto
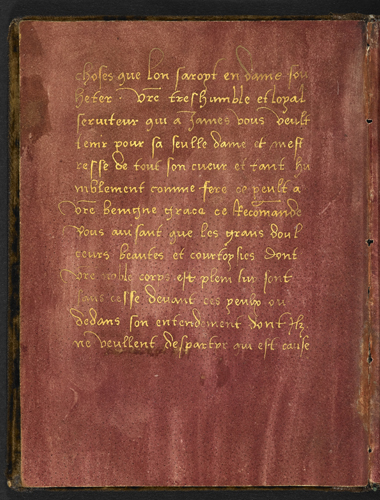
dédicace, folio 1 verso
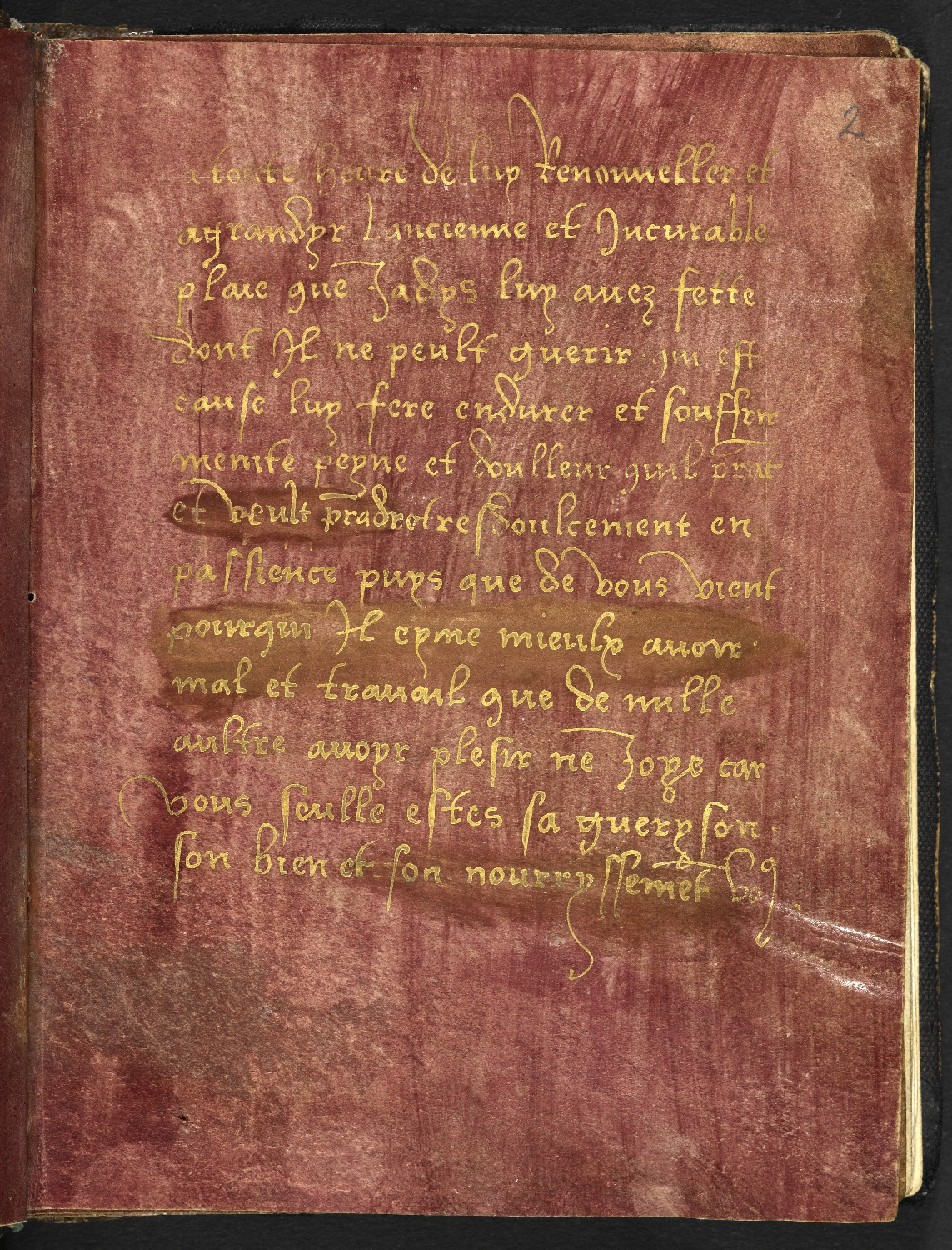
dédicace, folio 2 recto
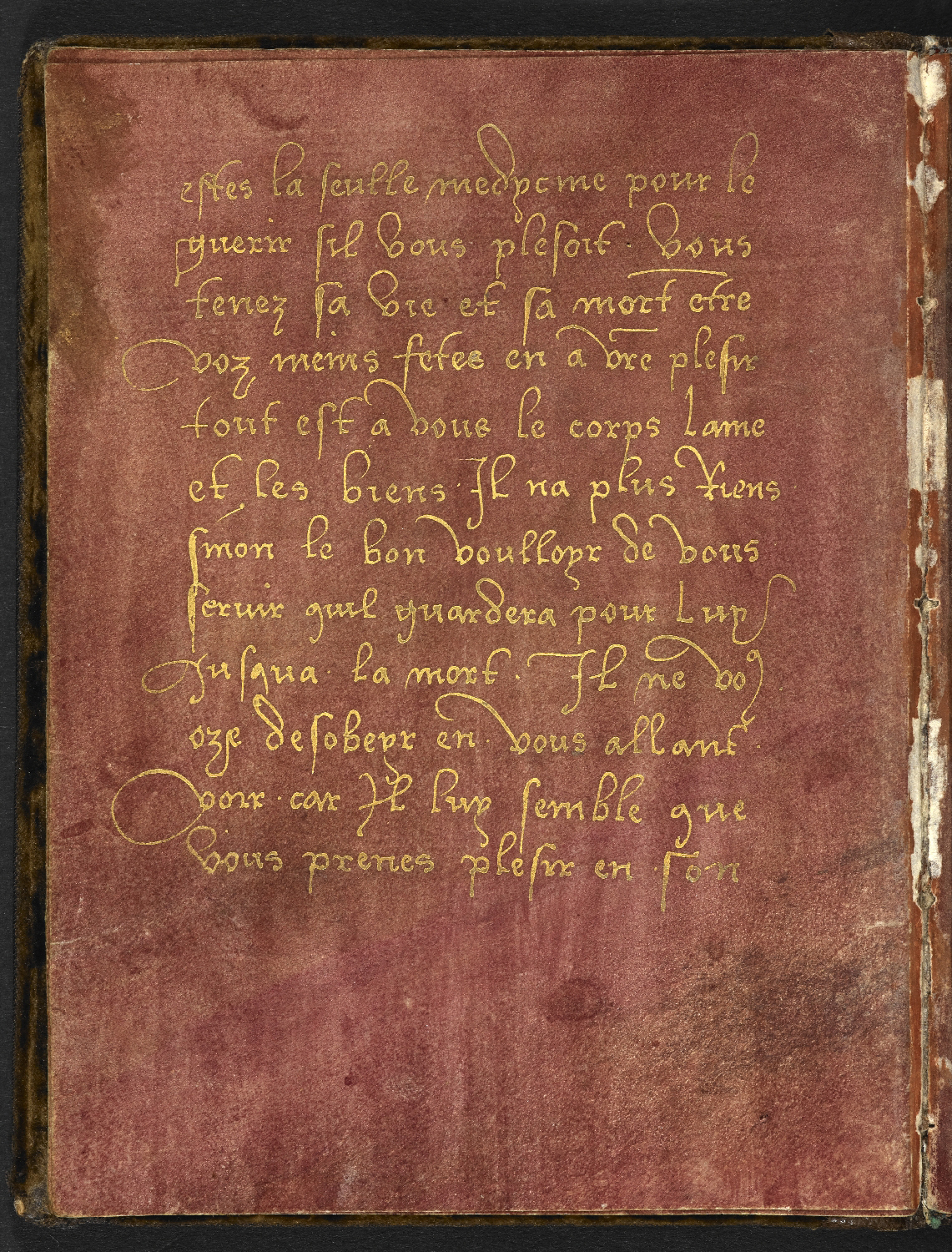
dédicace, folio 2 verso
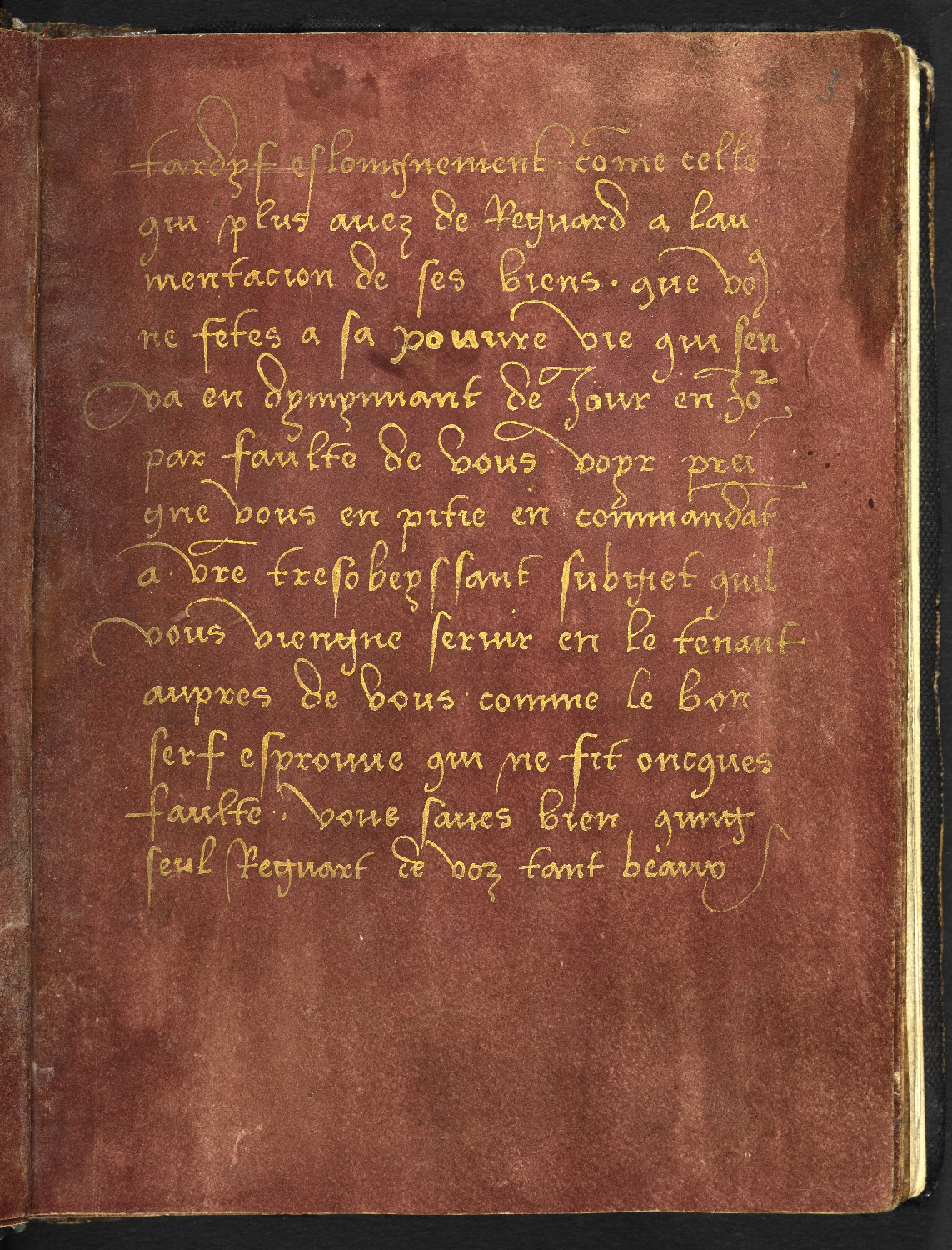
dédicace, folio 3 recto
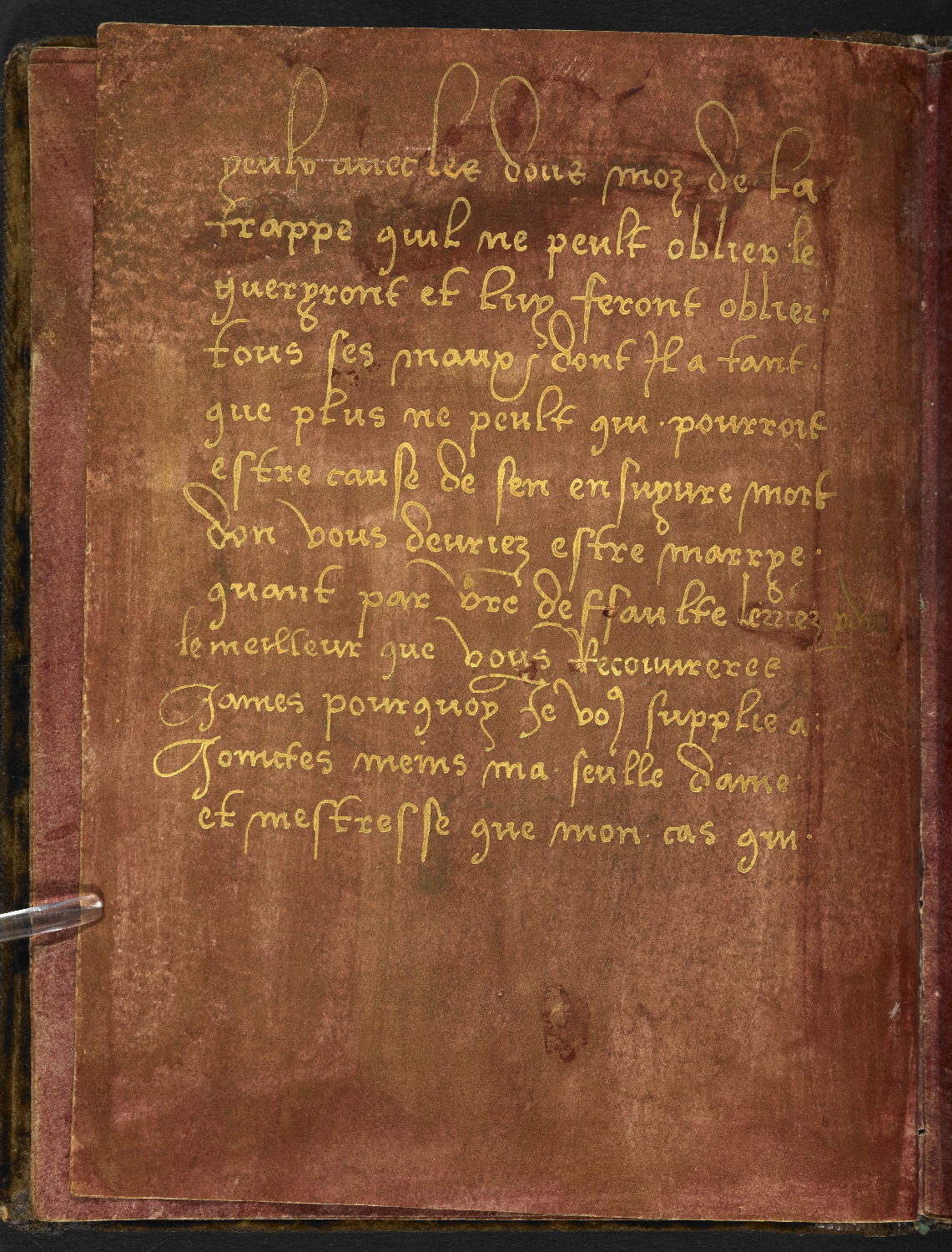
dédicace, folio 3 verso
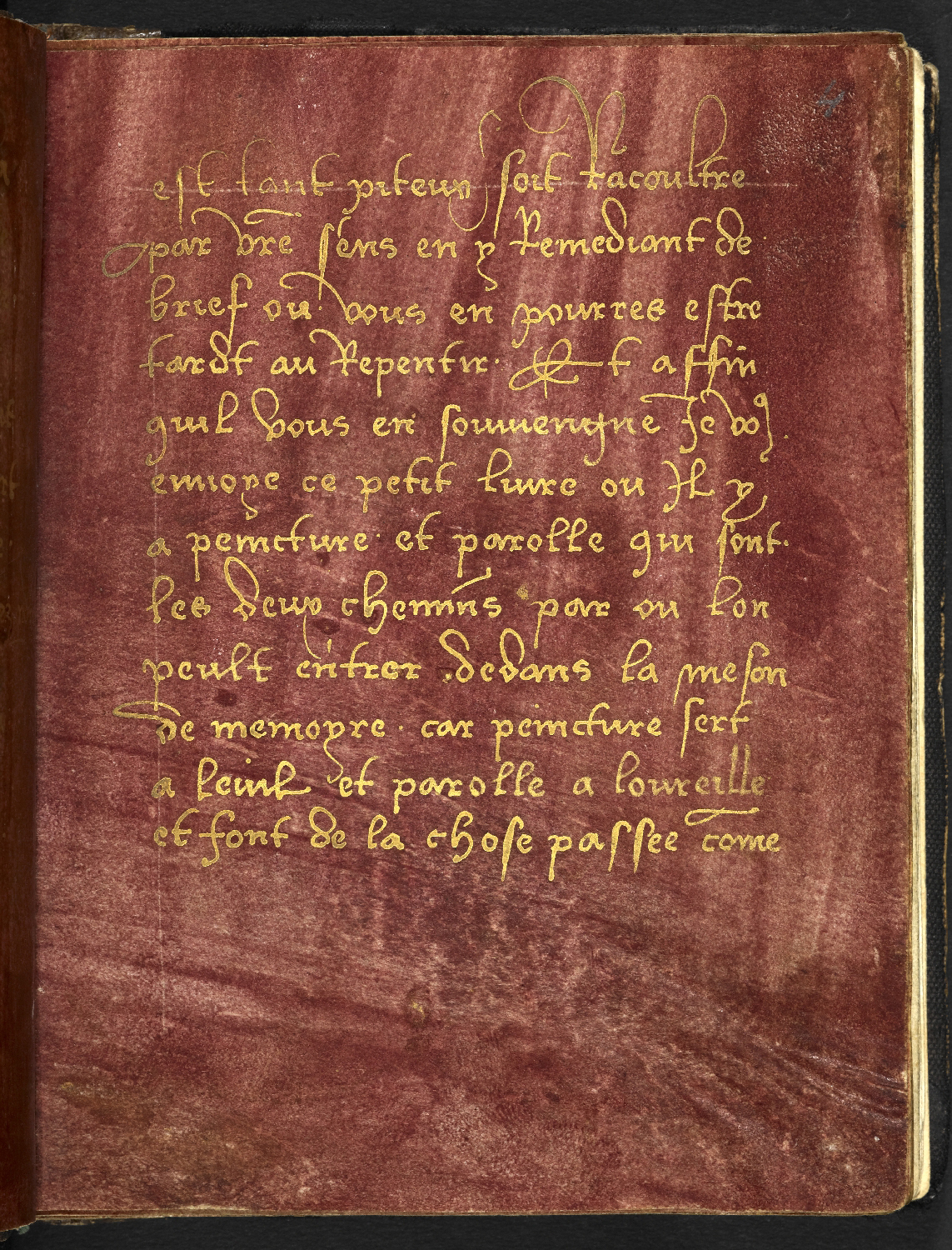
dédicace, folio 4 recto
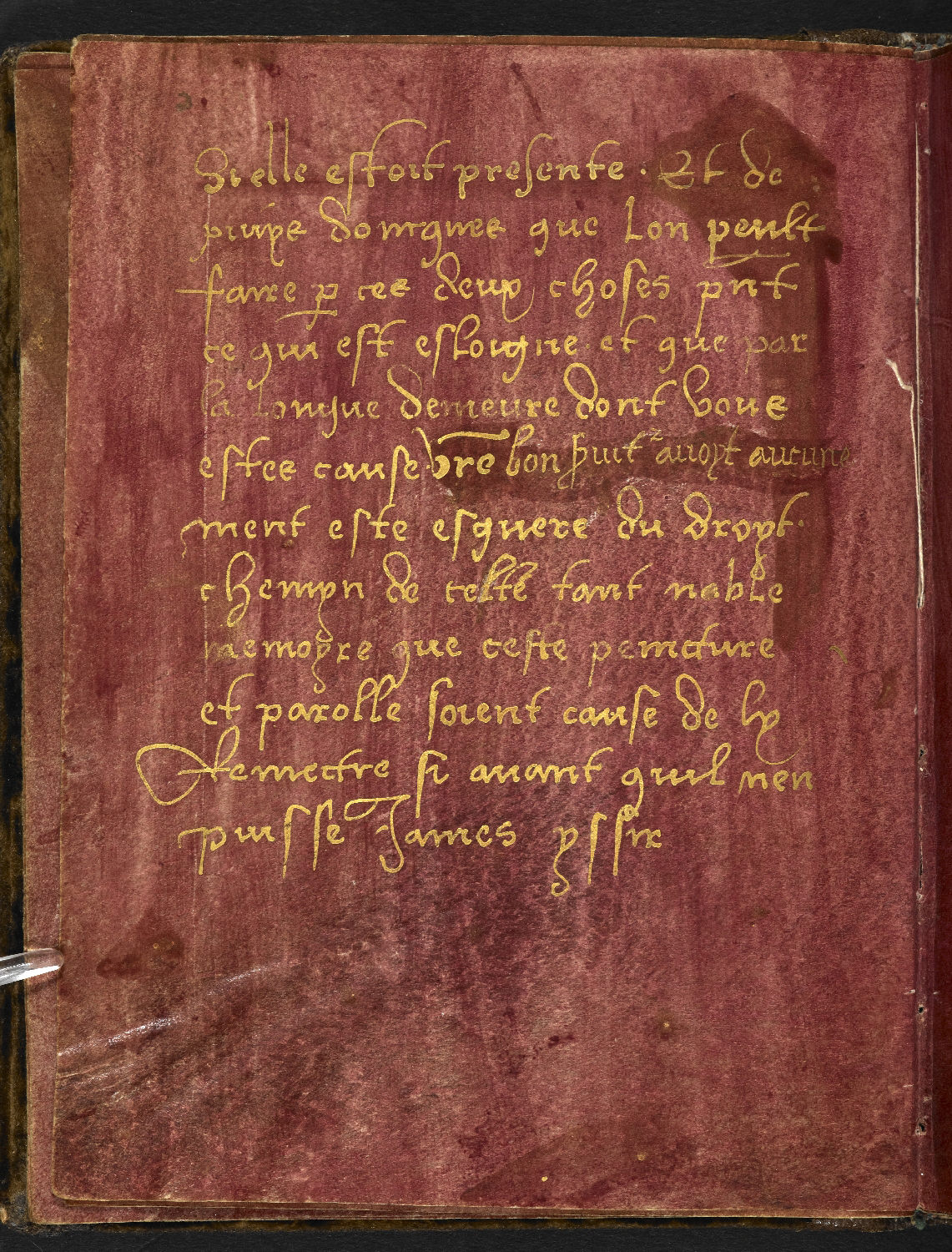
dédicace, folio 4 verso

### Les « emblèmes »
Une page de séparation affiche un grand M majuscule, dessiné avec deux compas dorés entrecroisés (folio 5 recto). 

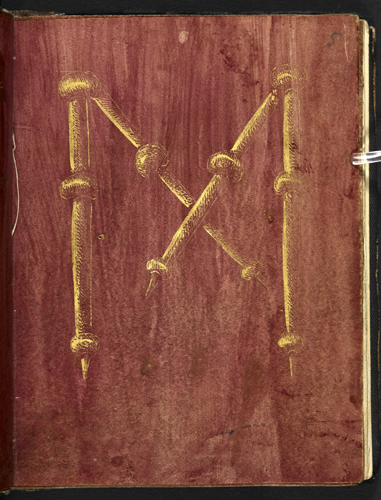

En tournant cette page, on découvre une série de poèmes et d’énigmes, présentés sur deux pages : à gauche, un quatrain est inscrit sur une sorte d’écriteau à bord en queue d’aronde, accroché par une cordelette devant une tenture carrée à franges dorées, se présentant comme un titulus en trompe-l'œil à l'imitation des inscriptions épigraphiques romaines, centre d'intérêt des humanistes dont Pierre Sala, qui en releva plusieurs sur Lyon ; chaque tenture porte la majuscule M en un ou plusieurs exemplaires, parfois accompagnée de la majuscule P, avec une disposition renouvelée de page en page, claire allusion aux prénoms Marguerite et Pierre. Sur le folio à droite, une enluminure en pleine page, entourée d’une bande dorée bordée de festons. À livre ouvert, la présentation simultanée du texte et de l'image donne au lecteur à lire et à voir deux contenus qui se complètent. Cette conception nouvelle, dans l'air du temps, préfigure celle des livres d'emblèmes qui connaissent un grand succès au cours du XVIe siècle.
Les quatrains sont d'inspirations diverses, probablement tirés des lectures de Pierre Sala, parfois identifiées. Ainsi, quatre d'entre eux sont des reprises de Dictz moraulx pour mettre en tapisserie du poète Henri Baude, considérablement abrégées pour tenir dans le format imposé. Ce procédé de reformulation n'est ni un plagiat ni une citation, et est d'usage courant à cette époque.
| Quatrain | Transcription | Miniature | Commentaire |
| -------- | --- | --------- | --- |
| quatrain | Folio 5v : Mon cueur veult estre en ceste marguerite Il y sera quoy quannuyeux dyront Et mes pensees tousiours la seruiront Pource quellest de toutes fleurs lelyte    |           | Folio 6r : L'auteur dépose son cœur sur une marguerite ouverte « par ce qu'elle est l'élite de toutes les fleurs »                                                                                     |
|          | Folio 6v : Sune foys jen puis tenir une e ne meschappera de lan e me deust lon donner myllan Londres parys et Pampelune                                                |           | Folio 7r : Symbole de la quête de l'amoureux, le jeu de colin-maillard |
|          | Folio 7v : Segua piano filliolo myo quene scampe fillio de dio Fradel non ti desesperare my non ti posso assegurare                                                    |           | Folio 8r : « Segua piano » = va doucement, en dialecte milanais ou bergamasque : portée trop vite, la chandelle, symbole de lumière du fils de Dieu, s'éteindra                                        |
|          | Folio 8v : Ensemble nous no marion Venes y tous a lappareil nest ce pas cy ung beau pareil Robin a trouue marion                                                       |           | Folio 9r : Figuration du jeu de Robin et Marion, invitation au mariage. Marion joue de la cornemuse, instrument de fête pastorale, suivie par Robin                                                    |
|          | Folio 9v : Le temps est tel notez ce mot pour bien jouer son personnage Le saige contrefait le sot et le fou contrefait le saige                                       |           | Folio 9r* : Jeu de mots sur « contrefait » : le sage contrefait (=fait le portrait) un fou, celui-ci contrefait (=imite) le sage                                                                       |
|          | Folio 9v* : Qui de mantir est conuoyteux Pryse ne sera longuement car lon dit tout comunement Mal fait clocher deuant boiteux                                          |           | Folio 10r : Illustration d'un proverbe, et morale : celui qui convoite de mentir, ne sera pas longtemps prisé (=apprécié)                                                                              |
|          | Folio 10v : Je suye fauveau desirant a toute heure estre estrille et deuant et derriere de mestriller qui ne set la maniere a court prêt temps et trop en vein labeure |           | Folio 11r : Critique de la vanité : un cheval, nommé « fauveau » (= qui recherche les faveurs) désir se faire étriller à toute heure                                                                   |
|          | Folio 11v : Je tiens celuy pour affoulle qui a faveur a soy contrere car souvent en voulant complere pour pourter luny laltre est folle                                |           | Folio 12r : Morale illustrée au sens propre : celui qui veut complaire en portant (sous entendu, aux nues) l'un, piétine (=foule aux pieds) l'autre                                                    |
|          | Folio 12v : Chiere amyable et cortoyse maniere au coing du boys ont tendu leur pantiere en atendant leure plus atreable que par la passe ♥ vollant peu estable         |           | Folio 13r : Deux dames capturent des cœurs ailés dans un filet. Quatrain inspiré d'une strophe de Livre du cœur d'Amour épris de René d'Anjou                                                          |
|          | Folio 13v : Au choysyr ne ferey long plet Je ne prans guarde au plus riche Car je ne suys auer ne chiche Je prandrey ce qui mieux me plet                              |           | Folio 14r : Célébration de la modération face à la richesse : entre un plat de pièces d'or et un plat de cerises, l'enfant se tourne vers les cerises                                                  |
|          | Folio 14v : Je nay appuy quen ceste branche nespoyr dauoyr ailleurs secours mes par foullie je la tranche dont gyrey auan leau le ours                                 |           | Folio 15r : Symbole de l'amoureux déçu, inspiré d'un des Dictz moraulx d'Henri Baude : par folie (= foullie), il coupe la branche sur laquelle il repose, c'est à-dire il détruit l'amour qui le hante |
|          | Folio 15v : J’entene a fere mon tret droyt Car autrement l’on y perdroyt Je gagne plus en mon endroyt A fourger faux qu’a fere droyt                                   |           | Folio 16r : Jeu de mots entre « droit » et « faux », entre le fabricant de flèche (au « trait droit »), et le forgeron, qui préfère forger faux (outil) plutôt que droit                               |

Le dernier emblème rompt avec la présentation des précédents : le texte n'est plus dans un titulus, mais est rédigé en miroir, face à un portrait de Pierre Sala, peint par son ami Jean Perréal. Sala à la rédaction du Petit Livre d'amour est probablement un quinquagénaire, il est vraisemblablement rajeuni sur ce portrait.

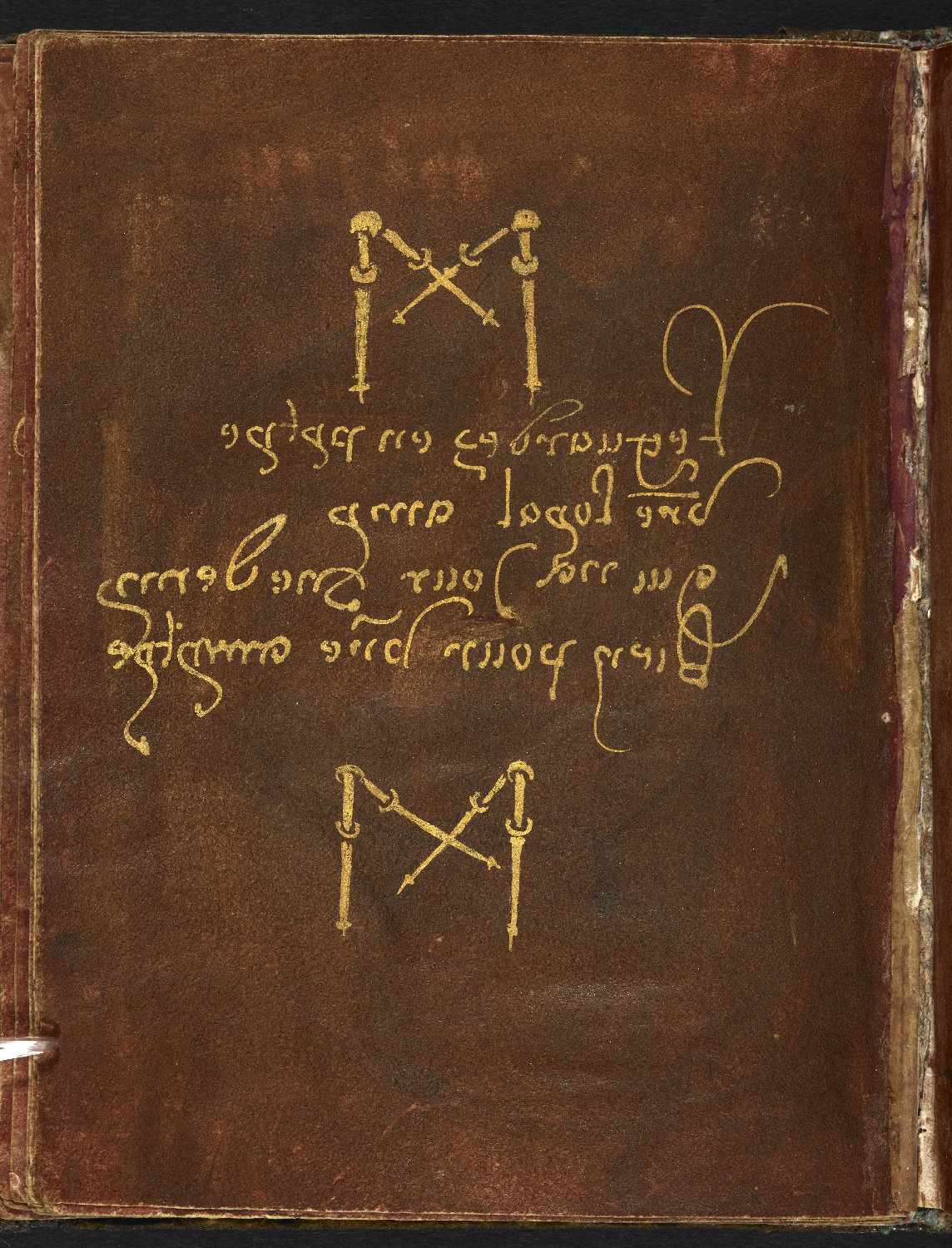
Dernier quatrain Regardez en pytye Votre loyal amy
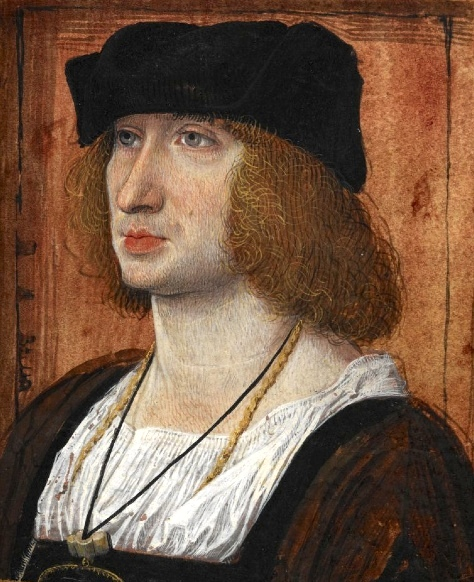
Portrait de Pierre Sala

## Postérité

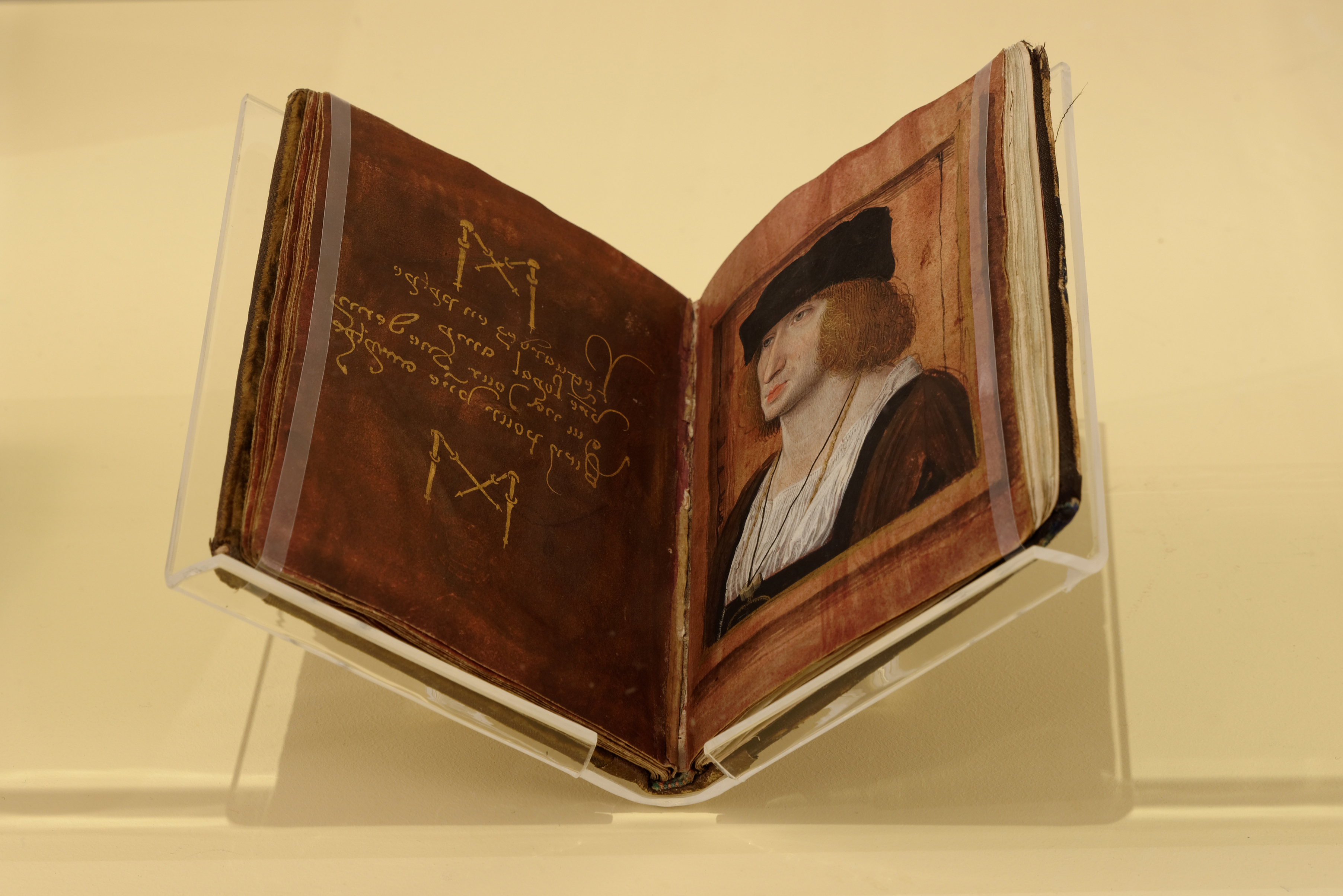
Petit Livre d'amour, présenté à l'exposition Renaissance de Lyon (2015-2016)

Un extrait d'un catalogue de vente, fixé sur la couverture au dos, indique que le Petit Livre d’amour appartint un temps au maréchal Junot (décédé en 1813). 
Le manuscrit fut ensuite en possession de Richard Temple-Nugent-Brydges-Chandos-Grenville (1776-1839), 1er duc de Buckingham et Chandos, qui constitua une bibliothèque de livres anciens à Stowe House, près de Buckingham. Sa collection est vendue en 1849 à Lord Ashburnham (1797-1878), puis cédée en 1883 au British Museum. Le département du British Museum qui conserve les manuscrits devient en 1973 la British Library. Le Petit Livre d’amour avec son étui y portent la cote ms Stowe 955.
Le manuscrit et son étui furent prêtés au musée des beaux-arts de Lyon dans le cadre de l'exposition Lyon Renaissance. Arts et humanisme, tenue du 23 octobre au 25 janvier 2016.